# ولادیمیر روبین
ولادیمیر ایلیچ روبین (روسی: Владимир Ильич Ру́бин؛ ۵ اوت ۱۹۲۴ – ۲۷ اکتبر ۲۰۱۹) موسیقی‌دان و آهنگساز اهل اتحاد جماهیر شوروی سوسیالیستی بود.
از فیلم‌هایی که وی در آن‌ها نقش داشته‌است، می‌توان به بیا اینجا، مختار! اشاره نمود.
وی همچنین برندهٔ جوایزی همچون هنرمند مردمی روسیه شده‌است.